# Zapoteca filipes
Zapoteca filipes är en ärtväxtart som först beskrevs av George Bentham, och fick sitt nu gällande namn av Héctor Manuel Hernández. Zapoteca filipes ingår i släktet Zapoteca och familjen ärtväxter. Inga underarter finns listade i Catalogue of Life.